# Garra nasuta
Garra nasuta és una espècie de peix cipriniforme de la família dels ciprínids.

## Morfologia
Els mascles poden assolir els 10,3 cm de longitud total.

## Distribució geogràfica
Es troba a l'Índia, sud de la Xina, Vietnam i Tailàndia.